# Edwin Zoetebier
Eduard ("Edwin") Andreas Dominicus Hendricus Jozef Zoetebier (ur. 7 maja 1970 w Purmerend) – holenderski piłkarz grający na pozycji bramkarza. Od 2006 do 2008 roku grał w  NAC Breda.
Przygodę z futbolem rozpoczął w 1988 roku w FC Volendam, gdzie grał przez blisko 9 lat.  Później grał w barwach Sunderland, SBV Vitesse, Feyenoordu, czy też PSV Eindhoven. Z Bredą ma ważny kontrakt od 2006 roku.